# Otto Lerche
Otto Lerche (* 16. Dezember 1885 in Braunschweig; † 10. September 1954 in Palermo) war ein deutscher Lehrer, Bibliothekar und Archivar.

## Leben
Lerche absolvierte nach der Schulzeit eine pädagogische Ausbildung. Er studierte Geschichte, deutsche Philologie und Theologie an der Universität Göttingen und war danach als Lehrer und Oberlehrer tätig. Von 1911 bis 1913 arbeitete er als Hilfsarbeiter an der Herzog August Bibliothek in Wolfenbüttel. Danach war er Oberlehrer an der Cecilienschule in Berlin-Wilmersdorf. Lerche promovierte zum Dr. phil. und war von 1921 bis zu einer Amtsenthebung 1923 Direktor der Herzog August Bibliothek in Wolfenbüttel.

## Skandal und Amtsenthebung
Mit 37 Jahren wurde Lerche auf Grundlage von § 129 III, des Braunschweigischen Staatsbeamtengesetzes zum 1. Juli 1923 vorzeitig in den Ruhestand versetzt. Ursächlich dafür waren verschiedene Verfehlungen und Rechtsverstöße.
Lerche hatte über längere Zeit Bücher aus seinem Privatbesitz unter anderem Namen („Meier“) an die Herzog August Bibliothek verkauft, wobei er selbst als deren Direktor, die Genehmigungen für diese Käufe erteilte; die Bücher also quasi an sich selbst verkaufte. Darüber hinaus kam es zu Unregelmäßigkeiten beim Verkauf von Dubletten der Herzog August Bibliothek, unter denen sich auch wertvolle Inkunabeln befunden hatten. Diese Verkäufe fanden ohne jede Prüfung oder Kennzeichnung und ohne Erstellung von Abgabelisten statt.
Des Weiteren kam es aus verschiedenen Gründen zu erheblichen zwischenmenschlichen Irritationen zwischen Lerche und seinen wenigen Untergebenen, die ihm autoritären Führungsstil, eine ausgesprochen scharfe deutschnationale Parteirichtung sowie sexuelle Belästigungen des Bibliothekssekretärs bei abendlichen Zusammenkünften in einem Gasthaus, an denen teilzunehmen die wenigen von Lerche verpflichtet worden waren, vorwarfen. Dies alles führte schließlich dazu, dass Lerche am 19. Februar 1923 beurlaubt und nach einem Dienststrafverfahren und Verurteilung zum 1. Juli 1923 seines Amtes enthoben wurde, was auch dazu führte, dass er jeglichen Anspruch auf seine Ruhestandsbezüge verlor. Bereits am 7. Juni 1923 war Lerche wegen seiner fingierten Buchverkäufe an die Herzog August Bibliothek von der 2. Strafkammer des Landgerichts Braunschweig wegen Urkundenfälschung verurteilt worden.
Die verschiedenen Gerichtsverfahren und Verurteilungen erregten seinerzeit großes mediales Aufsehen und schädigten den Ruf der Herzog August Bibliothek beträchtlich, sodass über einen Zeitraum von mehr als 50 Jahren bis 1978 weder Lerches Name, noch seine Tätigkeit und Verfehlungen während der Zeit bei der Herzog August Bibliothek in der bibliotheksgeschichtlichen Literatur auch nur Erwähnung fanden (Damnatio memoriae).
Lerche war anschließend unter anderem als freier Schriftsteller und als Landeskirchenarchivar in Berlin tätig.
Sein (kommissarischer) Nachfolger an der HAB wurde Heinrich Schneider, der das Amt bis 1926 bekleidete.

## Schriften (Auswahl)
- Goethe und die Weimarer Bibliothek. Leipzig 1929.
- 100 Jahre Gustav-Adolf-Verein. Sächsische Verlagsgesellschaft, Leipzig 1932.